# Mexiacla apteromorpha
Mexiacla apteromorpha är en insektsart som beskrevs av Andrej Vasiljevitj Gorochov 2007. Mexiacla apteromorpha ingår i släktet Mexiacla och familjen syrsor. Inga underarter finns listade i Catalogue of Life.